# Michel Wauthier
Michel Wauthier (Anhée, 18 december 1946 - Dinant, 10 november 2012) was een Belgisch politicus van PRL en volksvertegenwoordiger.

## Levensloop
Na zijn studies in de diergeneeskunde, werd Michel Wauthier zelfstandig dierenarts, een beroep dat hij heel zijn verdere leven uitoefende. In 1977 startte hij zijn politieke carrière als gemeenteraadslid van Anhée, wat hij bleef tot in 1985.
Van 1980 tot 1995 was Wauthier provincieraadslid van Namen voor de PRL. Van 1985 tot 1995 was hij gedeputeerde voor de provincie, wat hij van 2000 tot 2006 opnieuw was. Tevens zetelde hij van 1995 tot 2000 in de Kamer van volksvertegenwoordigers voor de kieskring Namen-Dinant-Philippeville. Hij was er een zeer actief lid van de Commissie voor de Infrastructuur, het Verkeer en de Overheidsbedrijven. Zijn opvolger als Kamerlid werd François Bellot.